# ガブリエル・マティアス・フェルナンデス・レイテス
ガブリエル・マティアス・フェルナンデス・レイテス（Gabriel Matías Fernández Leites  ,  1994年5月13日 - ）は、ウルグアイ・モンテビデオ県モンテビデオ出身のプロサッカー選手。クラブ・ウニベルシダ・ナシオナル所属。ポジションはFW。

## 来歴
2013年1月にデフェンソール・スポルティングのトップチームに昇格し、セロ・ラルゴFCにローン移籍。2012-13シーズンを12試合2得点を記録し、スポルティングに復帰。2014年にラシン・クラブ・デ・モンテビデオに移籍。
2018年1月、CAペニャロールに移籍。2018年シーズンは、自身初となるシーズン二桁得点となる12ゴールを決めた。
2019年7月4日、セルタ・デ・ビーゴへの移籍が発表。8月24日のバレンシアCF戦で、ラ・リーガ初ゴールを決めた。
2021年7月19日、FCフアレスに1シーズンの契約でレンタル移籍をした。2022年7月1日、1年間のレンタル延長が発表された。